# Holandia na Mistrzostwach Świata w Lekkoatletyce 2015
Holandia na Mistrzostwach Świata w Lekkoatletyce 2015 – reprezentacja Holandii podczas Mistrzostw Świata w Pekinie liczyła 21 zawodników, którzy zdobyli trzy medale, w tym jeden złoty.

## Występy reprezentantów Holandii

### Mężczyźni

#### Konkurencje biegowe
| Konkurencja        | Zawodnik                                                               | Runda 1    | Runda 1 | Półfinał   | Półfinał | Finał    | Finał   |
| Konkurencja        | Zawodnik                                                               | Rezultat   | Pozycja | Rezultat   | Pozycja  | Rezultat | Pozycja |
| ------------------ | ---------------------------------------------------------------------- | ---------- | ------- | ---------- | -------- | -------- | ------- |
| Bieg na 100 m      | Churandy Martina                                                       | 10,06 (SB) | 15. Q   | 10,09      | 16.      | NQ       | NQ      |
| Bieg na 200 m      | Churandy Martina                                                       | 20,22 (SB) | 8. Q    | 20,20 (SB) | 10.      | NQ       | NQ      |
| Bieg na 400 m      | Liemarvin Bonevacia                                                    | 44,72 (NR) | 16. q   | 45,65      | 24.      | NQ       | NQ      |
| Bieg na 800 m      | Thijmen Kupers                                                         | 1:46,70    | 13. q   | 1:47,74    | 15.      | NQ       | NQ      |
| Bieg na 5000 m     | Dennis Licht                                                           | 13:57,61   | 28.     | —          | —        | NQ       | NQ      |
| Sztafeta 4 × 100 m | Solomon Bockarie Patrick van Luijk Liemarvin Bonevacia Hensley Paulina | 38,41 (SB) | 8.      | —          | —        | NQ       | NQ      |

#### Konkurencje techniczne
| Konkurencja | Zawodnik         | Eliminacje | Eliminacje | Finał    | Finał   |
| Konkurencja | Zawodnik         | Rezultat   | Pozycja    | Rezultat | Pozycja |
| ----------- | ---------------- | ---------- | ---------- | -------- | ------- |
| Skok w dal  | Ignisious Gaisah | 7,77       | 22.        | NQ       | NQ      |

| Dziesięciobój | Dziesięciobój       | Dziesięciobój | Dziesięciobój | Dziesięciobój |
| Zawodnik      | Konkurencja         | Wynik         | Punkty        | Pozycja       |
| ------------- | ------------------- | ------------- | ------------- | ------------- |
| Pieter Braun  | Bieg na 100 m       | 11,11         | 836           | 22.           |
| Pieter Braun  | Skok w dal          | 7,29          | 883           | 17.           |
| Pieter Braun  | Pchnięcie kulą      | 13,90         | 722           | 18.           |
| Pieter Braun  | Skok wzwyż          | 2,04 (SB)     | 840           | 13.           |
| Pieter Braun  | Bieg na 400 m       | 48,24         | 898           | 13.           |
| Pieter Braun  | Bieg na 110 m p.pł. | 14,37         | 927           | 9.            |
| Pieter Braun  | Rzut dyskiem        | 42,09         | 707           | 15.           |
| Pieter Braun  | Skok o tyczce       | 4,90 (PB)     | 880           | 8.            |
| Pieter Braun  | Rzut oszczepem      | 56,95         | 692           | 13.           |
| Pieter Braun  | Bieg na 1500 m      | 4:32,46       | 729           | 10.           |
| Razem         | Razem               | Razem         | 8114          | 12.           |

| Dziesięciobój      | Dziesięciobój       | Dziesięciobój | Dziesięciobój | Dziesięciobój |
| Zawodnik           | Konkurencja         | Wynik         | Punkty        | Pozycja       |
| ------------------ | ------------------- | ------------- | ------------- | ------------- |
| Eelco Sintnicolaas | Bieg na 100 m       | 10,62 (PB)    | 947           | 6.            |
| Eelco Sintnicolaas | Skok w dal          | 7,50          | 935           | 10.           |
| Eelco Sintnicolaas | Pchnięcie kulą      | 14,65         | 768           | 7.            |
| Eelco Sintnicolaas | Skok wzwyż          | 1,92          | 731           | 25.           |
| Eelco Sintnicolaas | Bieg na 400 m       | 47,93 (SB)    | 813           | 10.           |
| Eelco Sintnicolaas | Bieg na 110 m p.pł. | DNS           | DNS           | DNS           |
| Eelco Sintnicolaas | Rzut dyskiem        | DNS           | DNS           | DNS           |
| Eelco Sintnicolaas | Skok o tyczce       | DNS           | DNS           | DNS           |
| Eelco Sintnicolaas | Rzut oszczepem      | DNS           | DNS           | DNS           |
| Eelco Sintnicolaas | Bieg na 1500 m      | DNS           | DNS           | DNS           |
| Razem              | Razem               | Razem         | DNF           | DNF           |

### Kobiety

#### Konkurencje biegowe
| Konkurencja        | Zawodniczka                                              | Runda 1    | Runda 1 | Półfinał     | Półfinał | Finał              | Finał   |
| Konkurencja        | Zawodniczka                                              | Rezultat   | Pozycja | Rezultat     | Pozycja  | Rezultat           | Pozycja |
| ------------------ | -------------------------------------------------------- | ---------- | ------- | ------------ | -------- | ------------------ | ------- |
| Bieg na 100 m      | Jamile Samuel                                            | DSQ        | DSQ     | NQ           | NQ       | NQ                 | NQ      |
| Bieg na 100 m      | Naomi Sedney                                             | 11,41      | 40.     | NQ           | NQ       | NQ                 | NQ      |
| Bieg na 100 m      | Dafne Schippers                                          | 11,01      | 5. Q    | 10,83 (NR)   | 2. Q     | 10,81 (NR)         | srebro  |
| Bieg na 200 m      | Dafne Schippers                                          | 22,58      | 5. Q    | 22,36        | 5. Q     | 21,63 (ER, CR, WL) | złoto   |
| Bieg na 800 m      | Sifan Hassan                                             | 1:59,94    | 7. Q    | 1:58,50 (PB) | 5.       | NQ                 | NQ      |
| Bieg na 1500 m     | Sifan Hassan                                             | 4:09,52    | 22. Q   | 4:15,38      | 12. Q    | 4:09,34            | brąz    |
| Bieg na 1500 m     | Maureen Koster                                           | 4:05,55    | 6. Q    | 4:10,95      | 9.       | NQ                 | NQ      |
| Bieg na 5000 m     | Maureen Koster                                           | DNF        | DNF     | —            | —        | NQ                 | NQ      |
| Bieg na 5000 m     | Susan Kuijken                                            | 15:25,67   | 8. Q    | —            | —        | 15:08,00           | 8.      |
| Bieg na 10 000 m   | Susan Kuijken                                            | —          | —       | —            | —        | 31:54,32           | 10.     |
| Bieg na 10 000 m   | Jip Vastenburg                                           | —          | —       | —            | —        | 32:03,03           | 11.     |
| Sztafeta 4 × 100 m | Nadine Visser Dafne Schippers Naomi Sedney Jamile Samuel | 42,32 (NR) | 4. Q    | —            | —        | DSQ                | DSQ     |

#### Konkurencje techniczne
| Konkurencja   | Zawodniczka | Eliminacje | Eliminacje | Finał    | Finał   |
| Konkurencja   | Zawodniczka | Rezultat   | Pozycja    | Rezultat | Pozycja |
| ------------- | ----------- | ---------- | ---------- | -------- | ------- |
| Skok o tyczce | Femke Pluim | 4,30       | 21.        | NQ       | NQ      |

| Siedmiobój      | Siedmiobój         | Siedmiobój | Siedmiobój | Siedmiobój |
| Zawodniczka     | Konkurencja        | Wynik      | Punkty     | Pozycja    |
| --------------- | ------------------ | ---------- | ---------- | ---------- |
| Nadine Broersen | Bieg na 100 m p.pł | 13,55      | 1043       | 14.        |
| Nadine Broersen | Skok wzwyż         | 1,86 (SB)  | 1054       | 5.         |
| Nadine Broersen | Pchnięcie kulą     | 14,59      | 833        | 5.         |
| Nadine Broersen | Bieg na 200 m      | 25,41      | 950        | 29.        |
| Nadine Broersen | Skok w dal         | 6,20       | 912        | 9.         |
| Nadine Broersen | Rzut oszczepem     | 53,52      | 928        | 3.         |
| Nadine Broersen | Bieg na 800 m      | 2:16,58    | 871        | 14.        |
| Razem           | Razem              | Razem      | 6491       | 4.         |

| Siedmiobój   | Siedmiobój         | Siedmiobój | Siedmiobój | Siedmiobój |
| Zawodniczka  | Konkurencja        | Wynik      | Punkty     | Pozycja    |
| ------------ | ------------------ | ---------- | ---------- | ---------- |
| Anouk Vetter | Bieg na 100 m p.pł | 13,61      | 1034       | 16.        |
| Anouk Vetter | Skok wzwyż         | 1,77 (SB)  | 941        | 24.        |
| Anouk Vetter | Pchnięcie kulą     | 14,24      | 810        | 7.         |
| Anouk Vetter | Bieg na 200 m      | 24,53      | 930        | 14.        |
| Anouk Vetter | Skok w dal         | 6,11       | 883        | 15.        |
| Anouk Vetter | Rzut oszczepem     | 51,78      | 895        | 4.         |
| Anouk Vetter | Bieg na 800 m      | 2:23,71    | 774        | 24.        |
| Razem        | Razem              | Razem      | 6267       | 12.        |

| Siedmiobój    | Siedmiobój         | Siedmiobój   | Siedmiobój | Siedmiobój |
| Zawodniczka   | Konkurencja        | Wynik        | Punkty     | Pozycja    |
| ------------- | ------------------ | ------------ | ---------- | ---------- |
| Nadine Visser | Bieg na 100 m p.pł | 12,81 (PB)   | 1153       | 1.         |
| Nadine Visser | Skok wzwyż         | 1,80 (PB)    | 978        | 18.        |
| Nadine Visser | Pchnięcie kulą     | 13,16        | 738        | 24.        |
| Nadine Visser | Bieg na 200 m      | 23,28        | 1002       | 3.         |
| Nadine Visser | Skok w dal         | 6,14         | 893        | 13.        |
| Nadine Visser | Rzut oszczepem     | 40,07        | 669        | 23.        |
| Nadine Visser | Bieg na 800 m      | 2:13,72 (PB) | 911        | 9.         |
| Razem         | Razem              | Razem        | 6344       | 8.         |